# Xestophrys
Xestophrys is een geslacht van rechtvleugeligen uit de familie sabelsprinkhanen (Tettigoniidae). De wetenschappelijke naam van dit geslacht is voor het eerst geldig gepubliceerd in 1891 door Redtenbacher.

## Soorten
Het geslacht Xestophrys omvat de volgende soorten:
- Xestophrys horvathi Bolívar, 1905
- Xestophrys indicus Karny, 1907
- Xestophrys javanicus Redtenbacher, 1891